# Manipulacja medialna
Uzasadnienie: dubel?
Manipulacja medialna – świadome i celowe zastosowanie dowolnej techniki manipulacji w przekazie medialnym lub dowolnego typu przekaz medialny (np. reklama, film, prezentacja) wykorzystany do manipulacji mediami. Manipulacją medialną nie jest to, co powstaje w wyniku nieświadomych, niezamierzonych błędów warsztatowych powstałych w przekazie medialnym, czy czynników obiektywnych, np. natury technicznej.
W manipulacjach medialnych najczęściej wykorzystuje się np. gatekeeping (selekcja informacji), ramkowanie (ramowanie, ang. framing), teorię porządku dziennego (agenda-setting), teorię dwustopniowego przepływu (ang. two-step flow of communication), teorię użytkowania i zaspokajania potrzeb (ang. uses and gratification theory), teorię kultywacji („uprawy”) (ang. cultivation theory), koncepcję torowania (ang. priming), teorię spirali milczenia (ang. spiral of silence), Model „podskórnej igły” (ang. hypodermic needle model), model Harolda Lasswella, programowanie neurolingwistyczne (NLP), manipulację językową, manipulację danymi, specjalistyczną wiedzę z zakresu psychologii i socjologii (manipulacja społeczna), emfazę, perswazję, ograniczenia koncentracji i skupienia uwagi.